# La danzatrice di corda
La danzatrice di corda (Katharina Knie) è un film muto del 1929 diretto da Karl Grune.

## Produzione
Il film fu prodotto dalla Karl Grune Film.

## Distribuzione
Distribuito dalla Bayerische Film, il film venne presentato in prima a Berlino il 13 dicembre 1929. Nel 1930, venne distribuito anche in Austria.